# Papyrus 74
Papyrus 74 (nach Gregory-Aland mit Sigel {\displaystyle {\mathfrak {P}}}74 bezeichnet) ist eine frühmittelalterliche griechische Abschrift des Neuen Testaments. Dieses Papyrusmanuskript enthält Teile der Apostelgeschichte und der Katholischen Briefe mit einigen Lakunen. Mittels Paläographie wurde es auf das 7. Jahrhundert datiert.

## Inhalt
Die erhaltenen Verse sind:
- Apostelgeschichte 1,2–28,31 †
- Jakobus 1,1–5,20 †
- 1. Petrus 1,1–2.7–8.13.19–20.25; 2,6–7.11–12.18.24; 3,4–5
- 2. Petrus 2,21; 3,4.11. 16;
- 1. Johannes 1,1.6; 2,1–2.7.13–14.18–19. 25–26; 3,1–2.8. 14.19–20; 4,1.6–7.12.16–17; 5,3–4.9–10.17
- 2. Johannes 1,6–7.13
- 3. Johannes Verse 6.12
- Judas Verse 3.7.12.18.24

## Text
Trotz seines späten Entstehungsdatums ist es eine wichtige Handschrift und ein hervorragendes Zeugnis für die Apostelgeschichte. Der griechische Text des Kodex repräsentiert den Alexandrinischen Texttyp. Aland bezeichnete ihn als „strict text“ und ordnete ihn in Kategorie I ein.
Wie Codex Sinaiticus, Codex Alexandrinus, Codex Vaticanus, E, Ψ und Byz enthält die Handschrift nicht den Text aus Apostelgeschichte 15,34.
In Apg. 20:28 steht του κυριου (des Herrn) – A C* D E Ψ 33 36 453 945 1739 1891 anstelle des Alexandrinischen του Θεου (Gottes) oder des Byzantinischen του κυριου και του Θεου (des Herrn und Gottes).
Der Name der Insel Καυδα in Apg. 27:16 wird nur von Vaticanus, 1175, altlateinischen Versionen, der Vulgata und der Peshitta gestützt. Sonst heißt sie Κλαυδα oder Κλαυδην

## Aufbewahrungsort
Die Handschrift wird zurzeit in der Bibliotheca Bodmeriana (P. Bodmer XVII) in Cologny aufbewahrt.